# Крис Рок
Кристофър Джулиъс Рок III, по-известен като Крис Рок, (на английски: Christopher Julius Rock III, Chris Rock) е американски комедиант, актьор, сценарист, тв и филмов продуцент и режисьор, носител на „Грами“ и четири награди „Еми“. От 2003 г. има звезда на Холивудската алея на славата.

## Биография
Крис Рок е роден на 7 февруари 1965 г. в градчето Ендрюс в щата Южна Каролина. Скоро след това, семейството му се мести в Бруклин, Ню Йорк. Популярен е с комедийните си скечове. Имал е роли във филми като „Ченгето от Бевърли Хилс II“, „Доктор Дулитъл“, „Смъртоносно оръжие 4“ и други. Като малък често е бил подлаган на психически и физически тормоз от белите ученици. Поради тази причина напуска училище.

## Частична филмография
- „Си Би 4“ (1993 г.
- „Бевърли Хилс нинджа“ (1997)
- „Смъртоносно оръжие 4“ (1998)
- „Догма“ (1999) - Руфус
- „Сестра Бети“ (2000)
- „Обратно на Земята“ (2001)
- „Гадна компания“ (2002)
- „Държавен глава“ (2003)
- „Свободна игра“ (2005)
- „История с пчели“ (2007)
- „Дърти хлапета“ (2010)
- „Очаквай неочакваното“ (2012)
- „Мадагаскар 3“ (2012)
- „Няма балами“ (2018)